# Nouans-les-Fontaines

Nouans-les-Fontaines este o comună în departamentul Indre-et-Loire, Franța. În 1 ianuarie 2022 avea o populație de 669 de locuitori.